# نزدیک‌پنداری
نزدیک‌پنداری، یک اختلال درک بینایی است که در آن اجسام نزدیک‌تر از آنچه که هستند به نظر می‌رسند. نزدیک‌پنداری می‌تواند به دلیل پدیده‌های روان‌نژندی، تغییر در وضوح جو یا گاهی اوقات با استفاده از لنزهای اصلاحی ایجاد شود.